# Endasys talitzkii
Endasys talitzkii là một loài tò vò trong họ Ichneumonidae.